# Delphi (Griekenland)

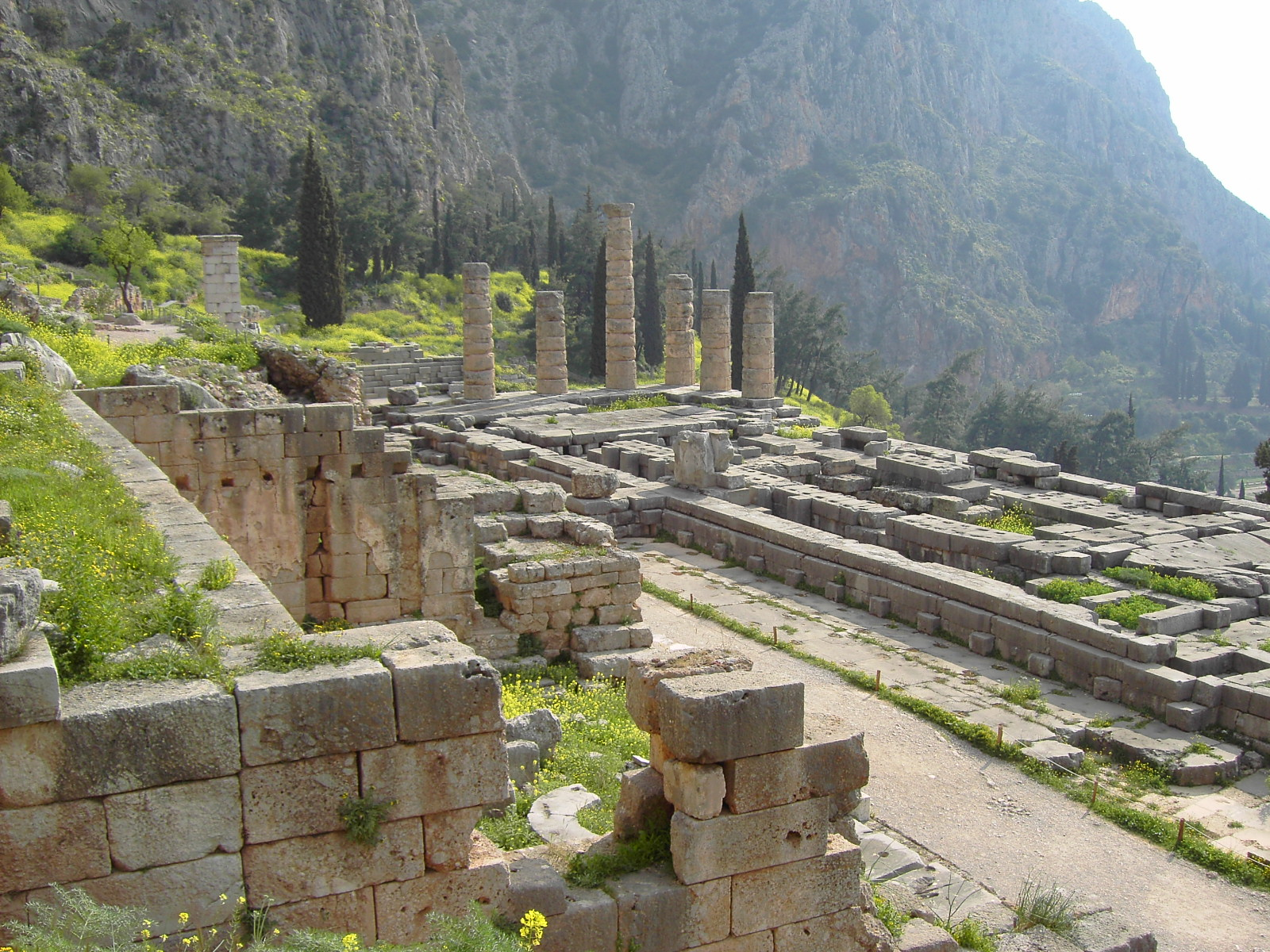
De Apollotempel

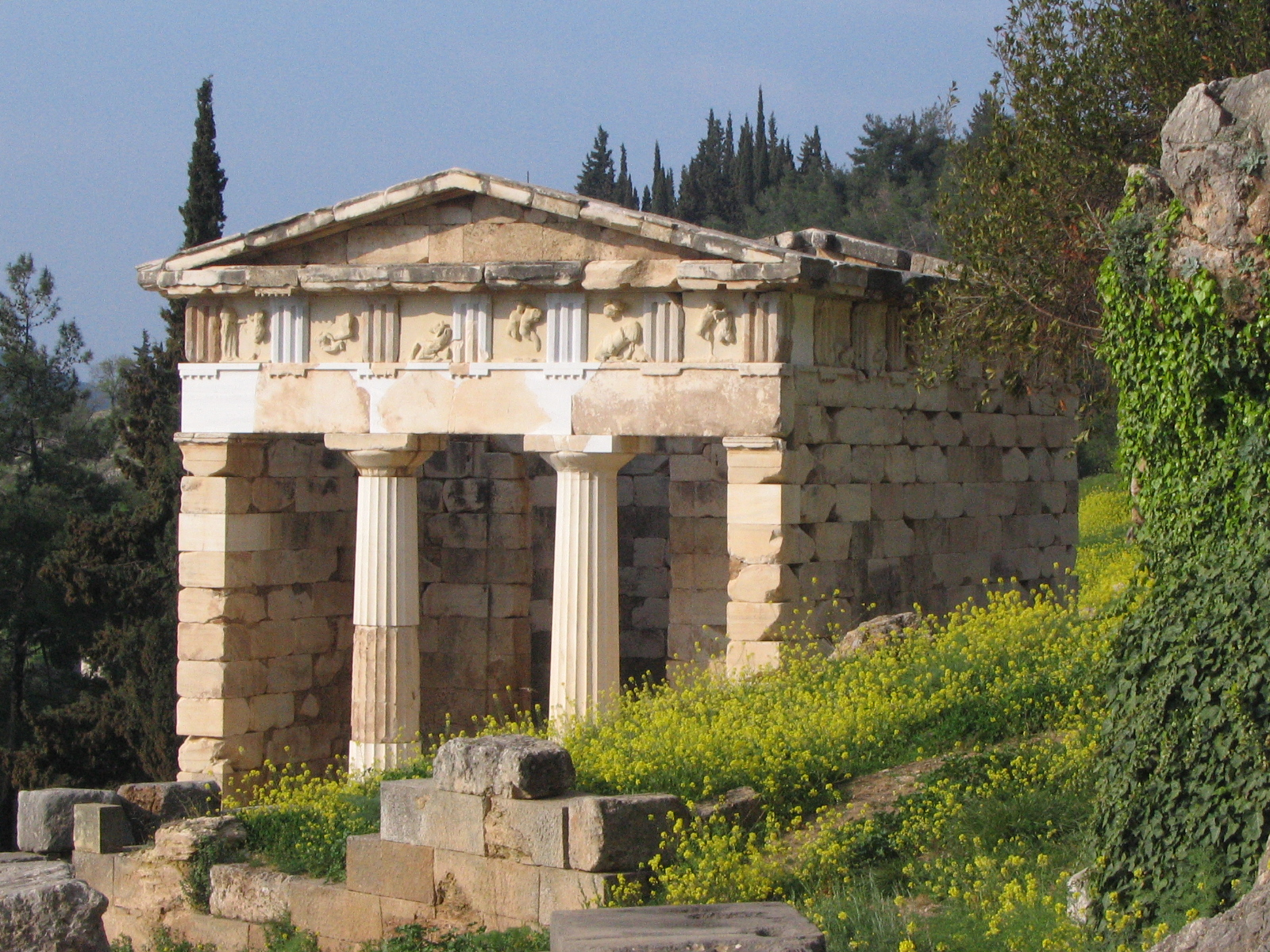
Het schathuis van de Atheners, in Dorische stijl

Delphi (Grieks: Δελφοί, Delfoi) is een archeologische site in de gelijknamige gemeente Delphi, regio Centraal-Griekenland. Het was in de klassieke oudheid een van de beroemdste cultusplaatsen van de god Apollo en het meest bezochte en gerespecteerde orakel van de gehele oudheid.

## Stichtingsmythe
Over het ontstaan van het orakel doen verschillende verhalen de ronde. De Homerische hymne aan Apollo vertelt dat de god na zijn geboorte op het eiland Delos op zoek ging naar een geschikte plaats voor zijn orakel. Hij koos voor het stadje Crisa (de oorspronkelijke naam van Delphi), maar moest eerst strijd leveren met de draak Python die in de buurt leefde. Uiteindelijk stierf het beest onder de pijlen van de god en rotte het weg door de kracht van de zon (het Griekse putho of pytho betekent "doen rotten"). Apollo richtte daarna zijn aandacht op de rekrutering van priesters voor zijn heiligdom. Toen hij een boot vol Kretenzische zeelui opmerkte, nam hij de vorm aan van een dolfijn (Grieks: delphis), sprong op hun schip en dwong de mannen door te varen naar Crisa, aan land te gaan en priester te worden in de nieuwe Apollotempel daar. Het medium voor zijn orakel zou de Pythia worden, een vrouw uit het dorp.
Andere versies van het verhaal noemen Python een nakomeling van Gaia. Het monster had als taak het orakel dat aan haar was gewijd te bewaken. Apollo doodt hier dus niet alleen het monster, maar neemt ook een al bestaand orakel over. Deze versie van de mythe zou verwijzen naar de oorspronkelijke verering van chtonische goden (goden van de aarde en onderwereld) in Delphi, die later werd vervangen door de cultus van de Olympische goden. De attributen van de vroegere vruchtbaarheidsgodin werden dan overgedragen op Athena Pronaia, die verderop een heiligdom kreeg.
Ook Dionysos werd in Delphi vereerd. Het orakel functioneerde namelijk maar negen maanden per jaar (en dit telkens maar één dag per maand). Tijdens de drie wintermaanden was Apollo afwezig en nam Dionysos de bewaking van het heiligdom over.
Het belang van Delphi blijkt uit het feit dat het door de Grieken als middelpunt van de aarde werd gezien, aangegeven door een ronde steen, de omphalos (de navel). Volgens sommige antieke bronnen had Rhea deze steen aan Kronos gegeven, die hem daarna verslond in plaats van zijn pasgeboren zoon Zeus. Na de overwinning op zijn vader zou Zeus de steen in Delphi geplaatst hebben. De omphalos zou wellicht op een sokkel van "dansende" vrouwen hebben gestaan, een beeldhouwwerk dat nu in het museum te zien is.

## Geschiedenis
Tijdens opgravingen werden in de Corycische grot, zo'n 800 meter boven Delphi, sporen ontdekt van neolithische aanwezigheid, maar er is geen enkel materieel bewijs dat wijst op de vestiging van een heiligdom of zelfs van constante menselijke aanwezigheid voor de 7de eeuw v.C. In het heiligdom van Athena Pronoia vlakbij werden wel Myceense votiefbeeldjes gevonden, wat op een religieuze activiteit zou kunnen wijzen. We kunnen met zekerheid zeggen dat het bekende Orakel van Delphi vanaf de 8ste eeuw v.C. in werking was. In de begintijd werd het door de lokale bevolking beheerd, maar vanaf de 6de eeuw v.C. nam de zogenaamde "Delphische Amphictionie" de controle over. In deze raad zetelden verschillende steden uit Centraal-Griekenland, uit de Peloponnesos, uit Attica en uit Euboea. Naarmate de faam van het orakel groeide, werd ook de macht van Delphi groter en wellicht in 591-590 v.C. werden de eerste Pythische Spelen ingesteld ter ere van de god Apollo. De tempel van het heiligdom werd getroffen door brand (548 v.C.) en verwoest door een aardbeving in 373 v.C., de restauratie ervan zou bijna 50 jaar in beslag nemen. Verder was de rijkdom van Delphi vaak aanleiding voor plunderingen, door onder meer Sulla en later keizer Nero, die 500 beelden liet weghalen. Latere keizers waren Delphi dan weer gunstiger gezind. Domitianus liet de tempel herstellen - de inscriptie die hij liet aanbrengen is in het museum te zien - en de hellenofiel Hadrianus was een gulle sponsor van het heiligdom. In 392 na Chr. werd het orakel gesloten door de christelijke keizer Theodosius I, die kort tevoren het christendom tot staatsgodsdienst verheven had.

## Opgravingen
In 1884 voerde de Duitse filoloog Pomtow al kleine opgravingen uit in Delphi, maar in 1892 kreeg de École française d'Athènes toestemming voor La Grande Fouille. De opgravingen zouden tot 1901 duren. De werken konden echter pas beginnen nadat de bewoners van Kastri, het dorpje dat op het oude Delphi was gebouwd, waren onteigend en naar een nieuwe woonplaats (het moderne toeristenstadje Delphi) waren overgebracht. Toen in 1935 een zwaar noodweer een grote modderstroom had veroorzaakt, werd de site in een klap weer aan het zicht onttrokken. Een jaar later zouden de Fransen Delphi met man en macht weer blootleggen; een operatie waarbij opnieuw veel vondsten werden gedaan. Alle vondsten uit het heiligdom (onder meer de beroemde wagenmenner van Delphi, de beelden van Kleobis en Biton, de Sfinx van Naxos en de sculpturen van de tempel en andere gebouwen) bevinden zich nu in het plaatselijke archeologisch museum dat in 2004 volledig werd vernieuwd. De archeologische vindplaatsen van Delphi staan sinds 1987 op de Werelderfgoedlijst.

Grondplan van de opgravingen in Delphi
Heiligdom van Apollo
Stadion
Heilige bron van Castalia
Gymnasium
Heiligdom van Athena Pronaïa
Archeologisch museum van Delphi
Huidig dorp Delphi (buiten beeld)

## Beschrijving van het Heiligdom van Apollo
Verklaring nummers
1. Tempel van Apollo
2. Altaar van Apollo (Altaar van Chios)
3. Halos
4. Bouleuterion
5. Prytaneion
6. Theater
7. Heiligdom van Dionysos
8. Heiligdom van Gaia
9. Heiligdom van Neoptolemus
10. Lesche van Cnidus
11. Stoa van de Atheners
12. Stoa van Attalus
13. Westelijke Stoa
14. Schatkamer van Athene
15. Schatkamer van Sifnos
16. Schatkamer van Sicyon
17. Schatkamer van Aeolië
18. Schatkamer van de Boeoten
19. Schatkamer van Cnidanen
20. Schatkamer van Korinthe
21. Schatkamer van Cyrene
22. Schatkamer van Megara
23. Schatkamer van de Potidaea
24. Schatkamer van de Thebanen
25. Sibillijnse rots
26. zuil van Prusias II van Bithynië
27. zuil van Aemilius Paullus
28. zuil van Naxos
29. slangenzuil van Plataeae
30. Ex voto van Daochos of Monument van Thessalians
31. Monument van Craterus
32. Vierspan van Rhodos
33. Exedra van de koningen van Argos
34. Exedra van de Epigonen
35. Votief altaar van Taras
36. Votief altaren van Athene, Arcadia, Argos en Sparta
37. de stier van Corfu
38. Muur rond het heiligdom
39. Romeinse Markt
40. Heilige Weg
41. Weg naar het Stadion

De bijzonder suggestieve ruïnes van het heiligdom liggen op ca. 500 m hoogte tegen de zuidelijke helling van de Parnassus, in Midden-Griekenland. In de verte kan men vanaf Delphi de Golf van Korinthe zien liggen.

### Heilige weg (40)
De heilige weg loopt vanaf de agora, via de schatkamers (14-24), het raadhuis (4), de halos (3), de stoa van de Atheners (11) en het altaar van Apollo (2) naar de tempel van Apollo (1).

### Romeinse agora (39)
Voor de ommuurde heilige ruimte (of temenos) vindt men eerst de Romeinse agora, die winkels bevatte waar wellicht souvenirs werden verkocht en waar ook de nodige offermaterialen konden worden aangeschaft. Van hier vertrekt een steile Heilige Weg, geplaveid met kalksteen en marmer, naar de hoger gelegen tempel van Apollo.

### Schathuizen en monumenten (14-37)
Langs de zigzaggende weg komt de bezoeker eerst voorbij de verschillende monumenten en schathuizen. De Griekse stadstaten bedankten daarmee de god van Delphi. Zo boden de inwoners van Corfu hem een (nu verdwenen) bronzen stier (37) aan als dank voor een uitzonderlijke vangst tonijn. De meeste andere monumenten vierden militaire overwinningen. De stadsstaten dankten met deze monumenten niet alleen de godheid, maar deden tegelijk aan zelfpromotie en probeerden hun overwinning te vereeuwigen voor de ogen van de vele nationale en internationale bezoekers van het heiligdom. Niet zelden plaatsten vijanden hun overwinningsmonumenten zo dicht mogelijk bij elkaar. Zo is het exedra van de koningen van Argos (33) gebouwd na een overwinning op Sparta en wel vlak tegenover het monument van Laconië (34).
Het schathuis van het eiland Siphnos (15) moet bijzonder indrukwekkend geweest zijn. Hoewel er nu nog weinig of niets van het gebouw zelf te zien is, zijn de friezen en het fronton van uitzonderlijke kwaliteit. De beeldhouwwerken in een levendige archaïsche stijl zijn te bewonderen in het museum.
Het schathuis van de polis Athene (14) bestond volledig uit marmer en zou bekostigd zijn met de buit na de overwinning in Marathon. Op het gebouw, dat tussen 1903-06 op kosten van de moderne stad Athene werd gerestaureerd, werden de werken van Herakles en die van de Atheense held Theseus afgebeeld. Hier werden ook twee in steen gekapte hymnen aan Apollo gevonden met muzikale notatie. Ook die bevinden zich in het museum.

### Bouleuterion (4)
Het raadhuis of bouleuterion was de plaats waar dagelijks bestuur van het heiligdom vergaderde. Net als het antieke Olympia was Delphi in de Oudheid geen stad, maar enkel een panhelleens heiligdom.

### Halos (3)
Van de halos (Grieks: ἅλως) of "dorsvloer" is vandaag de dag nog weinig te zien. Het is de plaats waar Apollo Python zou hebben gedood. Elke acht jaar stak een jonge Griekse adolescent hier een houten "paleis van de python" in brand om deze daad te herdenken. Hier werden enkele uitzonderlijke chryselefantiene votiefbeelden en zilveren offers gevonden (nu in het museum).

### Stoa van de Atheners (11)
Tegen het terras van de Apollotempel aan ligt de Stoa van de Atheners. Hier stonden de wapens en de buit opgesteld die de Atheners op de Perzen hadden behaald. Een inscriptie onderaan de stoa herinnert aan dit feit.

### Sibillijnse rots (25)
Tussen deze stoa (11) en het schathuis van Athena (14) ligt de Sibillijnse rots. Daar zou volgens de overlevering in archaïsche tijden de Sibille hebben gezeten die de orakels verleende.

### Polygonale muur (38)
De polygonale muur werd gebouwd om het terras waarop de constructie van de tweede tempel van Apollo plaatsvond in 548 v.Chr. te ondersteunen. De naam komt van het veelhoekig metselwerk waaruit hij is opgebouwd. Op de muur staan een enorm aantal inscripties, die meestal te maken hebben met de vrijlating van slaven.

### Slangenzuil van Plataia (29)
Na de gezamenlijke overwinning op de Perzen in Plataia wijdden alle Griekse steden een gouden drievoet aan Apollo. Hij werd gesteund door een gedraaide bronzen zuil, die in slangen uitmondde. De zuil kwam later in Konstantinopel terecht en een deel ervan is nu nog te zien in de oude Byzantijnse hippodroom in Istanbul. Op de site zelf is een replica te zien.

### Altaar van Apollo (2)
Zoals bij alle Griekse tempels stond het altaar van Apollo buiten de tempel. Hier werden de offers voor de god gebracht. Na een militaire overwinning in 168 v.C. bekostigden de inwoners van Chios de bouw van dit altaar. Ze kregen daarvoor promanteia of voorrang bij het raadplegen van het orakel. In de 20ste eeuw bekostigden de inwoners van het eiland de restauratie van het altaar.

### Tempel van Apollo (1)
De huidige Apollotempel werd op het einde van de 6e eeuw v.Chr. gebouwd. Eerdere versies waren volgens de overlevering van laurier, bijenwas, veren en brons. Op de stenen tempel stonden twee beroemde spreuken: de eerste, "ken jezelf" (ΓΝΩΘΙ ΣΑΥΤΟΝ), moest de bezoeker aansporen om eerst een zelfonderzoek te doen vooraleer een vraag aan het orakel te formuleren. Daarnaast prijkte op de tempel "niets te veel" (ΜΗΔΕΝ ΑΓΑΝ), een aansporing voor "apollonische matigheid". In de cultusruimte zelf (het adyton) zouden er standbeelden van Apollo en Dionysus hebben gestaan. Deze laatste heerste over Delphi in de 3 wintermaanden, wanneer het orakel was gesloten. De pythia gaf er, gezeten op haar drievoet, haar mysterieuze orakels. De precieze werking van het orakelspreken is erg onzeker en omstreden.

### Theater (6)
In de noordwestelijke hoek van het heiligdom lag het grote theater (in zijn huidige vorm uit 2e eeuw v.Chr., met Romeinse aanpassingen), waar onder meer hymnen voor Apollo werden gespeeld en de god van de kunsten werd vereerd met instrumentale stukken op de lier. Er is plaats voor zo'n 5000 toeschouwers. Tijdens de vierjaarlijkse Pythische Spelen stonden kunst en cultuur iets centraler dan tijdens de andere drie kransspelen en werden hier muzikale wedstrijden gehouden.

## Stadion
Boven, en buiten de muren van de twee eigenlijke heiligdommen ligt het goed bewaarde stadion, waar tijdens de Pythische Spelen de atletiekwedstrijden plaatsvonden. De ereplaatsen zijn nog duidelijk te zien. De wagenrennen gingen vermoedelijk door in de vlakte beneden Delphi.

## Overige opgravingen
Buiten het heiligdom van Apollo kunnen nog andere opgravingen bezocht worden:
- Het heiligdom van Athena Pronaia
- Onder het heiligdom van Athena Pronaia, nog verder dalwaarts ligt op een smal plateau een vrij goed bewaard gebleven gymnasium (4e eeuw v.Chr.), een trainingsplaats voor de deelnemende atleten aan de spelen. Er is ook nog een overdekte trainingsplaats (xystos) te zien en een rond bad.
- Beneden het heiligdom van Apollo ligt de heilige bron van Castalia, waar de gelovigen die het orakel raadpleegden zich eerst ritueel dienden te zuiveren, net als de pythia zelf. De zuiverheid van het water was bijna spreekwoordelijk. Er zijn nog twee bronhuizen bewaard. Dicht bij de moderne weg vindt men de rechthoekige constructie uit ca. 600 v.C. De latere constructie uit de eerste eeuw v.C. bevindt zich enkele meters omhoog. De christenen bouwden er een kleine kapel ter ere van Johannes de Doper.